# أنور جيد
أنور جيد  (1990 المغرب) هو لاعب كرة قدم مغربي.